# Eutrixopsis pallida
Eutrixopsis pallida là một loài ruồi trong họ Tachinidae.